# La Glaive
La Glaive es un daga ficticia y mística de cinco puntas, robusta, con navajas retráctiles y de aspecto similar al arma blanca arrojadiza Shuriken o estrella ninja japonesa. Es el arma principal de la película fantástica Krull de 1983. En la película, una de sus principales características es su capacidad mágica de retornar a la mano del que la posea. El término Glaive deriva del inglés medio (1150—1500) para daga o navaja, y a su vez del latín Gladius, espada; raíz que comparte con el término Gladiador.

## Papel como arma
En la película Krull, el príncipe Colwyn (interpretado por Ken Marshall) usa La Glaive para derrotar a La Bestia la entidad alienígena antagosnista. En la película del 2018 Ready Player One producida y dirigida por Steven Spielberg, referida como homenaje a la cultura pop, la Glaive es usada por Sho cerca del final para cortar al brazo de I-R0k.

## Importancia
Una pieza original de utilería de La Glaive es mostrada en la entrevista de Adam Savage con Stephen Lane, sus características y mecanismos son mostrados en la subasta de Londres en el 2022. Stephen Lane, director ejecutivo y fundador de Prop Store, empresa especializada en la compra, venta y subasta de obejtetos coleccionables de películas y shows de televisión, con más de 1500 artículos en su haber en ese momento. El papel de La Glaive es destacado como un accesorio 'hero' en la película de ciencia ficción de 1983, Krull; es una versión retráctil de las hojas, rara y que no ha estado en el mercado anteriormente, destacando el intrincado detalle de elaboración. El cuerpo de la Glaive está hecho de bronce o latón y el mecanismo interno de retracción de las cinco hojas funciona a través de bandas elásticas, incluye un émbolo y un gatillo que el actor usaría para extender las hojas. La Glaive es considerada como una pieza asombrosa, única, atractiva para los coleccionistas,y símbolo de la cultura pop de los años 80.